# Микита
Мики́та — чоловіче ім'я грецького походження. Через старослов'янське посередництво походить від грец. Νικήτας, утвореного від νικητής — «переможець» (від νίκη — «перемога»). Українська форма «Микита» походить з староцерк.-слов. Нікита — внаслідок зміни у вимові звука [n] на [m] і переходом голосного [і] в [ɪ]. Латинська форма Nicetas («Ніцетас», раніша вимова «Нікетас») пов'язана з класичною грецькою вимовою Νικήτας як «Нікетас», у той час як староцерк.-слов. Нікита — з візантійською вимовою як «Нікітас» (див. ітацизм).
У католицькій традиції існують варіанти імені — «Ніцет» (Nicetus), «Ніцетій» (Nicetius), також жіноча форма імені — «Ніцета» (Niceta). День пам'яті мучениці Ніцети Лікійської шанується 24 липня.
Українські зменшені форми — Микитко, Микитонько, Микиточко, Микитка та інші.

## У західних країнах
Ім'я Микита є канонічним як у православній, так і в католицькій традиції. Проте, у католицьких і протестантських країнах воно вживається дуже рідко. Запозичена російська форма Никита («Нікіта») у країнах Заходу часто хибно сприймається як жіноче ім'я — через фільм Люка Бессона «Нікіта́» і американський серіал «Нікіта».

## Іменини
- За православним календарем (новий стиль) — 31 січня, 20 березня , 3 і 30 квітня, 14 і 28 травня, 9 і 15 вересня, 13 жовтня[4]

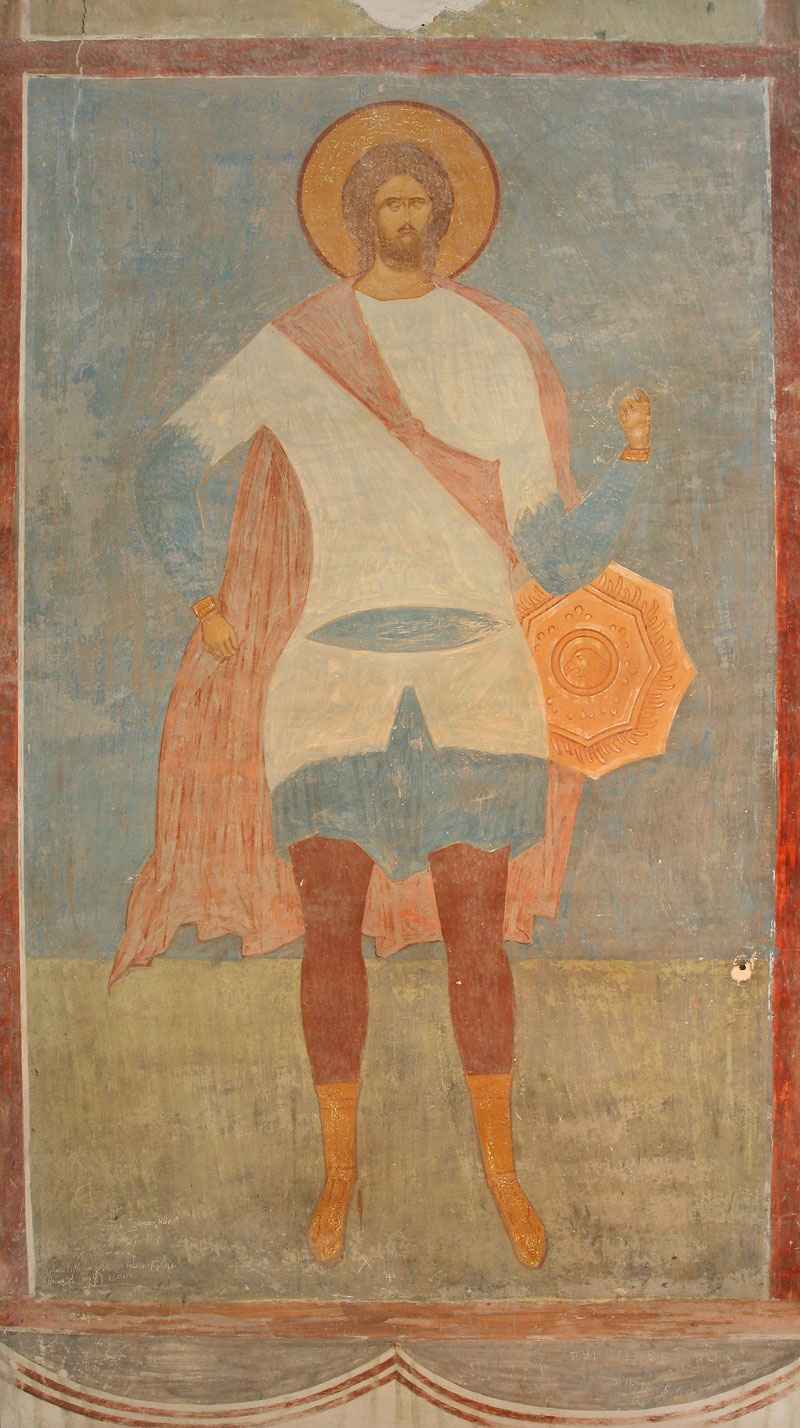
Святий Микита Готський (іменини 28 вересня за православним, 15 вересня — за католицьким календарем)

- За католицьким календарем — 7 січня, 20 березня, 2 і 3 квітня, 22 червня, 15 вересня[5] (для імені Ніцет — 5 травня, для Ніцетій — 2 квітня і 5 грудня[3]).

## Відомі носії

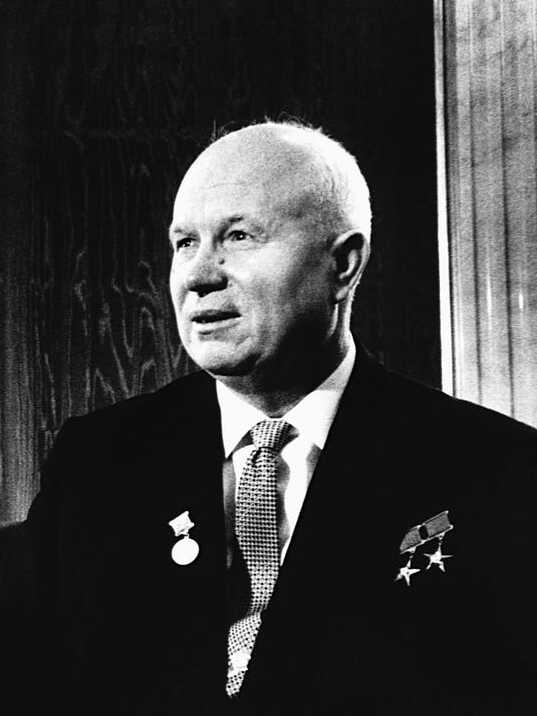
Микита Хрущов — перший секретар КПРС, Голова Ради Міністрів СРСР.

- Микита Готський († 372) — готський святий, шанований у лику великомученика.
- Микита Затворник († 1108) — чернець Києво-Печерської лаври, надалі єпископ Новгородський
- Микита (митрополит Київський) — митрополит київський і всієї Русі (1122–1126)
- Микита Хрущов — перший секретар КПРС (1953–1964), Голова Ради Міністрів СРСР (1958–1964)

- Микита Михалков — російський кіноактор і кінорежисер, народний артист РРФСР. Син Сергія Володимировича Михалкова
- Микита Джигурда — російський та український актор, бард
- Микита Швачка — ватажок гайдамаків за Коліївщини (1768), походив з запорізьких козаків і воював разом з загонами М. Залізняка
- Микита Корж — запорозький козак, автор усних оповідань та автобіографії
- Микита Висоцький — радянський і російський актор театру і кіно, режисер
- Микита Прозоровський — бард, радянський і російський актор театру, кіно і дубляжу
- Микита Скуба — (псевдо «Лайдака») — сотник УПА, курінний загону ім. Колодзінського Воєнної Округи «Заграва»

### Вигадані персонажі
- Микита/Кирило Кожум'яка —образ українського богатиря-змієборця з героїко-фантастичної казки, поширеної в Україні з часів Київської Русі
- Лис Микита — вигаданий лис, з казки  Івана Франка «Лис Микита» Збірника «Коли ще звірі говорили»

## Цікаві факти
- У 1985 році Елтон Джон написав пісню «Nikita[en]», на яку незабаром був знятий кліп. Хоча автори знали про те, що «Нікіта» у Росії є чоловічим ім'ям, у кліпі роль «Нікіти» виконала жінка. Поясненням тому слугує факт, що в пісні йдеться про кохання співака до персонажа на ім'я «Нікіта», і з огляду на досить негативне ставлення суспільства до гомосексуальності «Нікіту» вирішили зробити жінкою[6].